# Симултанка
Симултанка је егзибициона приредба у игри на табли (најчешће шаху, али и гоу), где један играч (обично мајстор) игра одједном против више играча.
Постоје 3 облика симултанке у шаху:
1. Један играч игра против више играча тако што се креће од табле до табле у сваки пут повуче по потез. Обично се игра на 20-30 табли, но било је покушаја да се игра на рекордном броју табли (в. светски рекорд).
2. Један играч игра против више играча на већем броју табли, при чему нови играчи седају на табле оних који су поражени.
3. Алтернативна симултанка, у којој два играча играју с више противника тако што наизменично вуку потезе.

Шаховске табле у сали постављају се у облику потковице. Мајстор има право да врати потез док не повуче потез на следећој табли, док играч мора повући потез кад мајстор дође до његовог стола. Ако не одигра, судија га може контумацирати. Такође, забрањено је да играч додирује фигуре кад мајстор није присутан. Обично мајстор има све беле фигуре, али то може бити предмет договора.
На симултанкама се обично не користе шаховски сатови.
Симултанка је успела ако мајстор реши у своју корист већину партија.

## Светски рекорди
- светски рекорд[1] у највећем броју истовремено одиграних партија, постигнут је 21. октобра 2006. године на Трећем шаховском Фестивалу у Мексико Ситију, Мексико, где је више стотина мајстора на симултанци истовремено одиграло укупно 13.446 шаховских партија.[2]
- појединачно, светски рекорд држи мађарски велемајстор Сузан Полгар, која је играла симултанку против 326 играча у једном шопинг-молу, Палм Бич, Флорида, САД. При томе, остварила је и феноменалан резултат (+309 =14 -3), што је 96,93%. Симултанка је одржана у августу 2005. године.[3][4]
- рекорд за највише истовремено одиграних партија на симултанци уз све победе држи од 1966. године Џуд Ејсерз, који је одиграо укупно 114 партија уз резултат (+114). Симултанка је одржана у Шривпорту, Луизијана, САД.
- у највећем броју истовремено одиграних партија на слепо - мађарски шахиста Јанош Флеш у октобру 1960. године играо је симултанку на слепо против 52 играча истовремено. Симултанка се завршила резултатом (+31 =3 -18), а трајала 12 часова. Међутим, најбољи резултат у симултанкама на слепо држи Џорџ Котлановски, који је 1934. године истовремено одиграо 34 партије на слепо уз резултат (+23 =10 -1).